# Estación Taca Taca
Taca Taca es una estación de ferrocarril ubicada en cercanías a la mina Taca Taca, departamento de Los Andes, Provincia de Salta, República Argentina.

## Características
Se ubica en el km 1569,1 del Ramal C14 del Ferrocarril General Belgrano, a 3471 m s. n. m. en el Salar de Arizaro.

## Servicios
No presta servicios de pasajeros, sólo de cargas. Sus vías e instalaciones se encuentran a cargo de la empresa estatal Trenes Argentinos Cargas. Abastece principalmente a la mina de Taca Taca.